# Manda (isola)
Manda è un'isola dell'arcipelago Lamu del Kenya, famosa per i porti delle città di Takwa e Manda, entrambi del IX secolo. L'isola è collegata a Lamu tramite traghetto, ed ospita l'aeroporto di Manda. L'isola di Manda Toto si trova ad ovest di Manda. Tra l'isola e la terraferma si trova uno stretto canale chiamato Mkanda.
Sia Manda che Takwa furono probabilmente abbandonate nella prima metà del XIX secolo per la mancanza di acqua. Negli anni sessanta il Dipartimento dell'Agricoltura del Kenya raccomandò la costruzione di bacini in cemento chiamati jabias, per poter raccogliere l'acqua piovana. Furono costruiti due jabias, e molte famiglie si trasferirono sull'isola coltivando mais, cassava, sesamo e cotone.

## Città di Manda

### Storia
Le rovine della città di Manda (sulla costa a nordovest) furono le prime esplorate dall'archeologo Neville Chittick nel 1965. La città nacque nel IX/X secolo per permettere il commercio con il Golfo Persico. La merce più venduta era probabilmente l'avorio preso dagli elefanti. Anche i rami di mangrovia erano importanti. Fin dall'inizio gli abitanti di Manda costruivano edifici utilizzando mattoni quadrati cotti e calcina. Queste tecniche edilizie si trovano solosulla costa e sulle isole del Kenya, e non furono usate nell'entroterra dello Stato, mentre i mattoni di dimensione media di 18 cm sono unici in Africa orientale in questo periodo, probabilmente importati da Sohar, in Oman, inizialmente come zavorra nelle navi che entravano in porto. Dalla metà del IX all'inizio dell'XI secolo, gli edifici furono costruiti anche con corallo chiamato "corallo straccio", tagliato dalla barriera corallina morta.

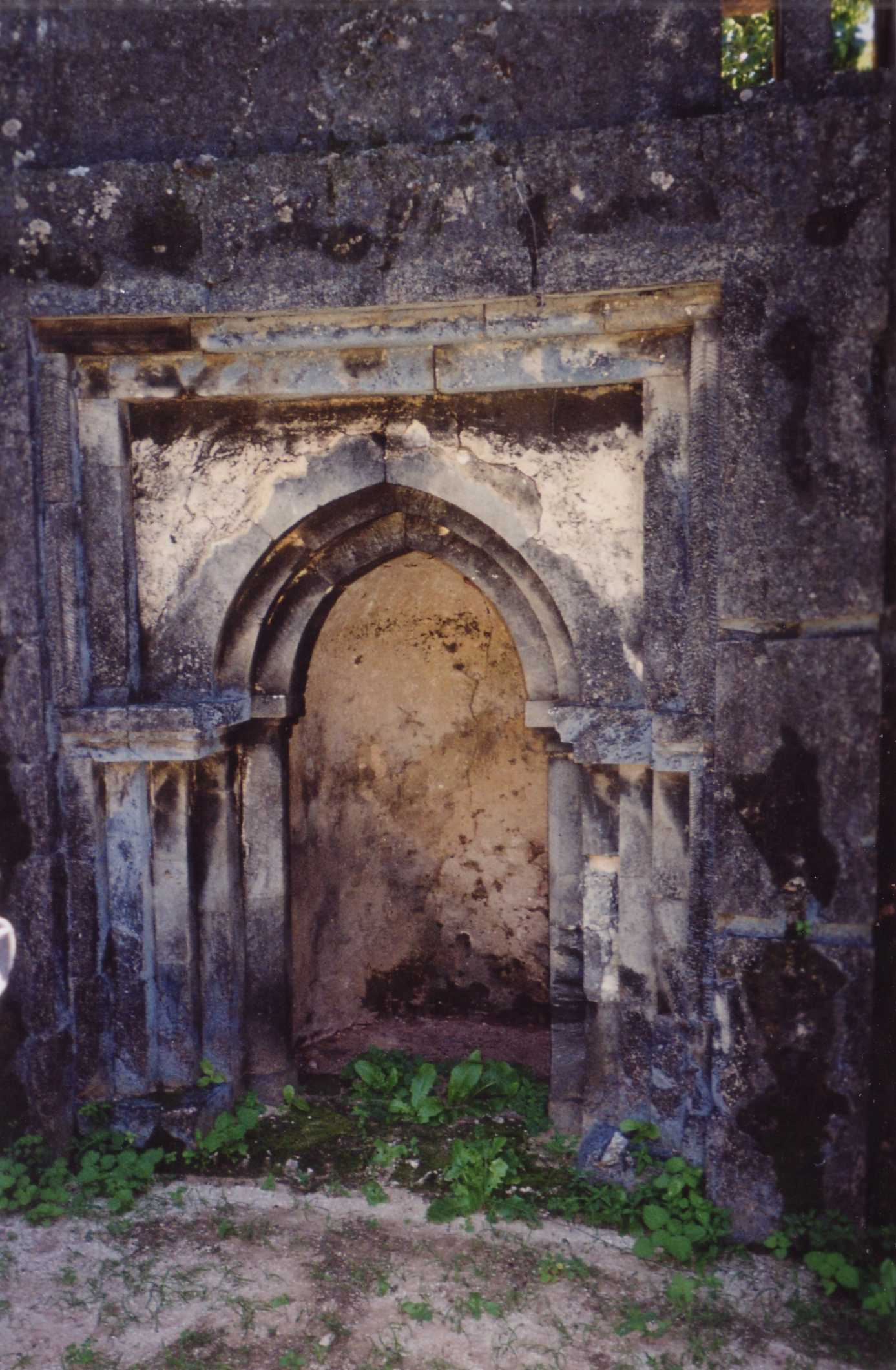
Rovine del miḥrāb di Takwa

I grandi scavi del 1966, 1970 e 1978, portarono alla luce l'incredibile prosperità di quel periodo, grazie anche alle porcellane cinesi databili al IX secolo, alle ceramiche islamiche ed al vetro, oltre a ceramiche locali. La caratteristica più sorprendente della città sono le grandi mura costruite tra il IX ed il XIII secolo. Queste mura costeggiano l'oceano, per proseguire nell'entroterra. Si pensa che siano state costruite sia per bonificare parte della costa sia per consolidare i confini della penisola.
Al suo apice, la città copriva un'area di 16 ettari e si è stimato che la sua popolazione raggiunse le 3500 unità circa. Manda prosperò fino al XIII secolo, quando ne iniziò il declino.

## Takwa
Le rovine di Takwa risalgono al 1500-1700, e nel 1982 sono state dichiarate Monumento Nazionale Keniota.

## Aeroporto di Manda
L'aeroporto di Manda è l'unico aeroporto dell'arcipelago di Lamu.